# Nyctalus aviator
Nyctalus aviator är en fladdermusart som först beskrevs av Thomas 1911.  Nyctalus aviator ingår i släktet Nyctalus och familjen läderlappar. IUCN kategoriserar arten globalt som nära hotad. Inga underarter finns listade i Catalogue of Life.
Arten är med en kroppslängd (huvud och bål) av 80 till 106 mm samt en svanslängd av 45 till 62 mm en ganska stor fladdermus. Den har 58 till 64 mm långa underarmar, 12 till 17 mm långa bakfötter och 16 till 23 mm stora öron. Den täta pälsen har en gulbrun färg. Hos Nyctalus aviator är den korta tummen utrustad med en lång klo. I överkäken är de mellersta framtänderna större än de yttre.
Arten förekommer i östra Asien i Japan, på Koreahalvön och i östra Kina. Den lever i skogar och vilar i trädens håligheter. Individerna jagar på natten olika insekter.
Individerna lämnar gömstället vanligen tidig på kvällen och de flyger hög ovanför marken.